# Duško Stajić
Duško Stajić (Sarajevo, 11 luglio 1982) è un ex calciatore bosniaco, di ruolo attaccante.

## Palmarès
- Campionato bosniaco: 1

Borac Banja Luka: 2010-2011